# Tomoplectus apache
Tomoplectus apache är en skalbaggsart som beskrevs av Chandler 1985. Tomoplectus apache ingår i släktet Tomoplectus och familjen kortvingar. Inga underarter finns listade i Catalogue of Life.